# Shinjuku Park Tower
Shinjuku Park Tower (jap. (新宿パークタワー Shinjuku Pāku Tawā) - wieżowiec w Shinjuku, w Japonii o wysokości 235 m. Budynek otwarto w 1994. Ma 52 kondygnacji.